# Infiltrato speciale
Infiltrato speciale (Half Past Dead) è un film del 2002 di Don Michael Paul, con protagonisti Steven Seagal, Morris Chestnut e Ja Rule.

## Trama
2002: le autorità statunitensi decidono di riaprire lo storico e ormai dismesso carcere di Alcatraz, dandogli il nome di New Alcatraz.
Sasha Petrosevitch è un agente dell'FBI infiltrato. All'inizio della storia Sasha si fa amico Nicolas "Nick" Frazier, un teppista di strada, per incastrare Sonny Eckvall, il capo di un'organizzazione mafiosa specializzata nel furto di auto di lusso. Per poter lavorare con loro Sasha deve sostenere il test della macchina della verità che riesce a superare brillantemente. Ma al momento del pagamento per il primo colpo, l'FBI fa irruzione nel garage e comincia una concitata sparatoria, nel corso della quale Sasha viene ferito mortalmente nel tentativo di salvare Nick: il suo cuore si ferma per venti minuti, ma riesce comunque a sopravvivere. Infine, per evitare di essere smascherato si fa arrestare.
Sasha e Nick vengono trasferiti al carcere di massima sicurezza di New Alcatraz: esso è gestito dal capo Warden, detto El Fuego, ed è realizzato con le migliori tecnologie anti-evasione. Nella stessa struttura è rinchiuso Lester McKenna, il primo condannato alla pena capitale di New Alcatraz, reo di aver provocato la morte di cinque agenti durante il furto di un grande carico di lingotti d'oro: il suo tesoro, peraltro, è ancora nascosto. Egli, divenuto da tempo molto religioso e curioso di sapere cosa c'è dopo la morte, decide di raccontare tranquillamente la sua storia a Sasha in seguito ad uno scambio di sguardi in corridoio. Il tesoro di Lester, però, interessa anche una banda criminale, i 49er, che fanno irruzione nella prigione capitanati da un reduce noto come One. Questi prendono in ostaggio Lester ed la giudice della Corte Suprema Jane McPherson, giunta per assistere all'esecuzione della condanna.
L'FBI inizia tempestivamente le trattative, ma l'unico in grado di agire è Sasha. Egli arma un manipolo di squilibrati fra i detenuti, tra cui il corpulento Little Joe, equipaggiato con una mitragliatrice da posizione. Segue quindi una guerriglia in cui Sasha dà prova delle sue capacità marziali ed atletiche, in cui perdono la vita un gran numero di componenti dei 49er, e riesce a trarre in salvo Lester, ma non il magistrato. Nick capisce che Sasha è un agente FBI, che rivela di aver ingannato la macchina della verità e che voleva incastrare Eckvall perché era l'assassino di sua moglie, ma non ha mai mentito sul fatto di considerare Nick un amico. Su richiesta dello stesso Lester, si propone di fare uno scambio: lui in cambio della giudice, ma Sasha viene ingannato (viene fatta passare un'altra donna tenuta in ostaggio per la McPherson). Segue un ulteriore scontro a fuoco in cui viene ferito Nick. I 49er riescono a fuggire a bordo di un elicottero, ma vengono inseguiti da Sasha. I criminali buttano la McPherson dal velivolo verso il mare, Sasha si tuffa prontamente a salvarla grazie a un paracadute mentre Lester compie un'azione kamikaze con degli esplosivi che ha nascosti addosso facendosi saltare in aria, uccidendo i restanti componenti della banda e One. Successivamente Sasha, i suoi colleghi FBI e la McPherson, ritrovano i lingotti di Lester, grazie a un indizio lasciato da quest'ultimo all'infiltrato prima dello scambio.
La storia finisce tempo dopo, con Sasha che va a trovare Nick in carcere, ripresosi, per comunicargli che la McPherson gli ha concesso una riduzione di pena.

## Curiosità
- Steven Seagal è stato candidato ai Razzie Awards 2002 come Peggior attore protagonista, mentre il film è stato candidato a due World Stunt Awards. Dopo questo film, Seagal dal 2003 in poi divenne protagonista di film usciti solo in direct-to-video.